# ガラクチトール-2-デヒドロゲナーゼ
ガラクチトール-2-デヒドロゲナーゼ（galactitol 2-dehydrogenase）は、次の化学反応を触媒する酸化還元酵素である。
ガラクチトール + NAD+ {\displaystyle \rightleftharpoons } D-タガトース + NADH + H+
反応式の通り、この酵素の基質はガラクチトールとNAD+、生成物はD-タガトースとNADHとH+である。
組織名はgalactitol:NAD+ 2-oxidoreductaseである。別名にdulcitol dehydrogenaseがある。